# تفجير كابل (7 أغسطس 2019)
تفجير كابل أغسطس 2019 يشير إلى تفجير سيارة مفخخة عند نقطة تفتيش أمام مركز الشرطة في العاصمة الأفغانية كابل، في 7 أغسطس 2019. وقع الانفجار في الصباح الباكر وفي حي شيعي في غرب كابل. وقد قُتل ما لا يقل عن 14 شخصًا وأصيب 145، معظمهم من المدنيين.
أعلنت حركة طالبان مسؤوليتها عن الهجوم، وقالت إن أحد مقاتليها الانتحاريين هاجم «مركزا للتجنيد».
وقع الانفجار تزامنا مع محادثات سلام تجري بين طالبان والولايات المتحدة.

## الخلفية
في أعقاب هجمات 11 سبتمبر، طلبت الولايات المتحدة من حركة طالبان تسليم أسامة بن لادن، زعيم تنظيم القاعدة الارهابية. وبعد رفض طالبان، غزت الولايات المتحدة ودول أخرى أفغانستان. لكن لا تزال طالبان تسيطر على 59 مقاطعة.
وعلى مر السنين، تفاوضت الولايات المتحدة مع طالبان لإنهاء الحرب، مع حل محتمل الذي تم اقتراحه في يوليو وأغسطس 2019 وهو ينطوي على انسحاب القوات الأمريكية قبل انتخابات الرئاسة الأمريكية لعام 2020.
وعلى الرغم من مفاوضات السلام الجارية، استهدفت طالبان المدنيين الذين سيشاركون في الانتخابات الرئاسية الأفغانية 2019  في هجمات مختلفة نفذت في النصف الأول من عام 2019.
وهددت المجموعة في 6 أغسطس بعرقلة الانتخابات الرئاسية الأفغانية المقبلة، ووصفت الانتخابات بأنها «لا قيمة لها» لأنها غير شرعية.
وقد استهدفت حركة طالبان عدة مرات مراكز الشرطة. ففي أبريل 2019، نفذت الحركة هجومًا كبيرًا في غرب أفغانستان، قُتل فيه 30 جنديًا وضابط شرطة. كما في 27 يوليو 2019 أدى تفجير انتحاري بالقرب من مقر للشرطة في مقاطعة غزني إلى مقتل ثلاثة من ضباط الشرطة وجرح 12 آخرين. ذكرت بعثة الأمم المتحدة للمساعدة في أفغانستان أن شهر يوليو 2019 كان الأكثر دموية في أفغانستان منذ مايو 2017 بسبب ارتفاع عدد الضحايا المدنيين.

## الهجوم
في 7 أغسطس 2019 حوالي الساعة 9:00 صباحًا (بالتوقيت المحلي) انفجرت سيارة مفخخة قرب مدخل مركز للشرطة في غرب كابول، عندما تم إيقافها عند نقطة تفتيش أمام المركز.
وهو مركز يقع في حي شيعي في الدائرة السادسة للعاصمة.
وكان مقر الشرطة ومدرسة التدريب العسكري المجاورة الأهداف الرئيسية. أسفر الانفجار عن تصاعد سحب دخان كثيفة إلى السماء، وأحدث حفرة كبيرة في الموقع. وتم تدمير مبنى مركز الشرطة ومدرسة التدريب، وتحطمت نوافذ المباني في محيط كيلومتر من الانفجار.
كما ادى الانفجار إلى مقتل 14 أشخاص من بينهم أربعة من رجال الشرطة، واصابة 145 آخرين، معظمهم من النساء والأطفال؛ وكان 92 من الجرحى من المدنيين. قُتل اثنان من المهاجمين، وألقي القبض على واحد منهم. أعلن ان الانفجار نجم عن سيارة مفخخة لكن طالبان اعلنت انها كانت شاحنة مفخخة. وقع الهجوم قبل أيام من عيد الأضحى الإسلامي.

## ردود الفعل
أدان رئيس السلطة التنفيذية عبد الله عبد الله الهجوم الانتحاري، قائلاً" «إنه ينطوي على رسالة تهديد من طالبان بأنها لا تريد تنظيم الانتخابات الرئاسية المرتقبة في 28 سبتمبر/أيلول المقبل.» كما أدان المندوب الأمريكي زلماي خليل زاد الهجوم.